# Ri Un-suk
Ri Un-suk (1 de janeiro de 1986) é uma futebolista norte-coreana que atua como meia.

## Carreira
Ri Un-suk integrou o elenco da Seleção Norte-Coreana de Futebol Feminino, nas Olimpíadas de 2008. 